# Sbor dobrovolných hasičů Obecnice
Sbor dobrovolných hasičů Obecnice (zkratka SDH Obecnice) je hasičský sbor sídlící v obci Obecnice v okrese Příbram. Vznikl 31. ledna 1886. Jednotka SDH Obecnice je zařazena do kategorie JPO III/1 s působností i mimo obecní území zřizovatele.

## Historie
Rozhodnutí o založení sboru bylo schváleno 31. ledna 1886. Na první schůzi 7. března se do sboru přihlásilo 32 členů činných, 3 přispívající, 3 vypomáhající a 24 zakládajících, kterými byli: Josef Zelenka  (starosta obce), Vojtěch Straka (farář), Kamil Svoboda (knížecí huťmistr), Vilém Basche (knížecí hutní příručí), František Smrček (obchodník), Jan Sobotka (rolník), Gabriel Fischer (obchodník), Antonín Neliba (mlynář), Jakub Janeš (hostinský), Jan Zelenka (rolník), Adolf Kubát (obchodník), Matěj Brynda (rolník), František Soukup (starosta v Oseči), Josef Lukáš (rolník), David Edelstein (obchodník), Jan Paďour (knížecí revírník), Josef Oktábec (rolník). Čtyřiadvacátým kolektivním zakládajícím členem byl Spolek dělníků Podbrdských v Obecnici, který měl 24 členů. Pro sbor byla zakoupena stříkačka od firmy F. Smekal na Smíchově a pracovní stejnokroje od firem J. Záborec a F. Smrček v Obecnici. Sbor se přidal k hasičské župní jednotě podbrdské a ústřední jednotě zemské.